# Séquence du roi Wen
La séquence du roi Wen (文王卦序) du Yi Jing (易經) est une série de 64 figures binaires, appelés Hexagrammes, arrangés en 6 lignes qui sont soit continues yáng (陽) soit brisées (yin 陰).
La séquence du roi Wen, aussi appelée séquence d'hexagrammes classique, est parfois considérée comme étant le deuxième plus ancien arrangement d'hexagrammes, précédé seulement par l'arrangement Fuxi (伏羲). Ce dernier est parfois attribué à un érudit de la dynastie Song, Shao Yong (邵雍). La légende veut que le roi Wen de Zhou (周文王, pinyin: Zhōu Wén wáng) inventa cette séquence au XIIe siècle av. J.-C., alors qu'il était emprisonné par le tyran Zhou de Shang. 

## Particularités
Les 64 hexagrammes sont regroupés en 32 paires, ou chaque élément est l'inverse de l'autre. Dans 4 de ces paires (1, 2, 27 et 28), une rotation de 180° de l'un des éléments n'affecte pas l'hexagramme. Le nombre de lignes qui changent entre deux paires est toujours pair (2,4 ou 6).
Pour passer d'un hexagramme à un autre, il faut au minimum changer une ligne. Il n'y a pas de cas où 5 lignes changent. Il existe 9 cas où toutes les six lignes changent.
64 hexagrammes × 6 lignes d'un hexagramme = 384. Ce chiffre correspond au nombre de jours présents dans  l'ancien calendrier lunaire annuel qui se basait sur 13 phases lunaires en une année.

## Présentation
|  |  |  |  |  |  |  |  |
|  |  |  |  |  |  |  |  |
|  |  |  |  |  |  |  |  |
|  |  |  |  |  |  |  |  |
|  |  |  |  |  |  |  |  |
|  |  |  |  |  |  |  |  |
|  |  |  |  |  |  |  |  |
|  |  |  |  |  |  |  |  |